# Le Havre
 For alternative betydninger, se Le Havre (flertydig). (Se også artikler, som begynder med Le Havre)
Le Havre er en by i det nordvestlige Frankrig i departementet Seine-Maritime (76) i den administrative region Normandie. Byen ligger på Seinens højre bred og har Frankrigs næststørste havn (efter Marseille) og en lufthavn. Med et indbyggertal på ca. 191.000 er det den største by i Normandiet, og efter areal er den nummer to efter Rouen. På fransk kaldes indbyggerne Havrais.

## Demografi

### Udvikling i folketal
| 1962                                                              | 1968    | 1975    | 1982    | 1990    | 1999    | 2005    | - | - |
| ----------------------------------------------------------------- | ------- | ------- | ------- | ------- | ------- | ------- | - | - |
| 187 845                                                           | 207 150 | 217 882 | 199 388 | 195 854 | 190 905 | 183 900 | - | - |
| Tal fra og med 1962 er uden dobbelttælling (sans doubles comptes) |         |         |         |         |         |         |   |   |

### Aldersfordeling
| Aldersfordeling 1990 : | Aldersfordeling 1999 : |
| --- | --- |
| - Fra 0 til 14 år : 20,9 % - Fra 15 til 29 år : 23,8% - Fra 30 til 44 år : 21,7% - Fra 45 til 59 år : 14,3% - Fra 60 til 74 år : 12,5% - Fra 75 til 94 år : 6,6% - Fra 95 år eller mere : 0,2% | - Fra 0 til 14 år : 19,2% - Fra 15 til 29 år : 22,8% - Fra 30 til 44 år : 20,5% - Fra 45 til 59 år : 17,1% - Fra 60 til 74 år : 12,6% - Fra 75 til 94 år : 7,4% - Fra 95 år eller mere : 0,4% |

### Venskabsbyer
- Tampa, USA
- Dalian, Folkerepublikken Kina
- Pointe-Noire, Republikken Congo
- Sankt Petersborg, Rusland
- Southampton, Forenede Kongerige

Havnen i Havre har venskabsforbindelse med havnen i  Osaka, Japan

## Transport
Byen og byområdet har et tæt transportnetværk. Det forbinder de øvre og nedre del af byen med boulevarder, mange trapper, veje og Jenner Tunnel.
Le Havre havde sporvogne fra 1894 til 1957. I nyere tid er der blev bygget en ny sporvognsrute med 23 stationer fordelt på 13 km. Den åbnede d. 12. december 2012. Den første del af sporvognslinjen forbinder stranden med stationen, og klatrer op til den øvre del af byen via en ny tunnel tæt ved Jenner Tunnelen og bliver delt i to, hvoraf en går mod Mont-Gaillard og den anden til Caucriauville.

## Uddannelse
- École de management de Normandie